# Acallistus
Acallistus is een geslacht van kevers uit de familie van de loopkevers (Carabidae). De wetenschappelijke naam van het geslacht is voor het eerst geldig gepubliceerd in 1886 door Sharp.

## Soorten
Het geslacht Acallistus omvat de volgende soorten:
- Acallistus cuprescens (Sloane, 1920)
- Acallistus longus (Sloane, 1920)
- Acallistus plebius (Sloane, 1920)
- Acallistus tasmanicus (Castelnau, 1867)